# Hyundai Motor Manufacturing Rus
Koordinaten: 60° 3′ 28,44″ N, 30° 7′ 22″ O
Die OOO Hyundai Motor Manufacturing Rus ist ein seit dem 29. Februar 2008 bestehender Automobilhersteller mit Unternehmenssitz im russischen Sestrorezk. Das Unternehmen ist eine einhundertprozentige Tochtergesellschaft der südkoreanischen Hyundai Motor Company und gilt als das erste vollwertige Automobilwerk eines ausländischen Automobilwerkes in der Russischen Föderation. Alle von dem Werk verbauten Fahrzeugteile werden vor Ort oder von lokal ansässigen Automobilzulieferern hergestellt. Die Grundsteinlegung erfolgte am 5. Juni 2008. 
Bereits am 19. Mai 2010 konnte das Presswerk mit dem Testlauf beginnen. Anlässlich des Testlaufes hielt man eine unter der Belegschaft eine kleine Eröffnungsfeier ab. Kurze Zeit darauf begann man mit der Vorproduktion des neuen Solaris, einem Modell, welches als Hatchback im Kleinwagensegment und als Sedan in der Kompaktklasse angesiedelt ist. Das Design des Modells entstammt der Konzeptstudie Fluidic Sculpture. Die verwendeten Motoren kommen aus der Gamma-Baureihe. Die erste Präsentation der Solaris-Modelle erfolgte im August 2010 auf der MIMS. 
Zu der offiziellen Eröffnungsfeier vom 21. September 2010 zählten der Ministerpräsident Wladimir Putin, der Präsident der Hyundai Kia Automotive Group, Chung Mong-koo, der russische Industrie- und Handelsminister Wiktor Christenko, die St.-Petersburger Gouverneurin Walentina Matwijenko, der südkoreanische Finanzminister Yoon Jeung-hyun und der südkoreanische Botschafter Lee Youn-ho, zu den geladenen Gästen. 
Die Serienproduktion startete schließlich mit einer auf 105.000 Einheiten verminderten Jahreskapazität. Mit der Einführung des 5-Türers stieg die Kapazität auf 150.000 Einheiten an. Bei voller Auslastung können sogar bis zu 200.000 Automobile pro Jahr produziert werden. Wobei zum Produktionsstart gerade einmal 2.000 Arbeitnehmer im russischen Werk tätig waren, sollen es zum Jahresende 2012 in etwa 5.300 Arbeitnehmer sein, die dort beschäftigt sein werden.

## Modellübersicht

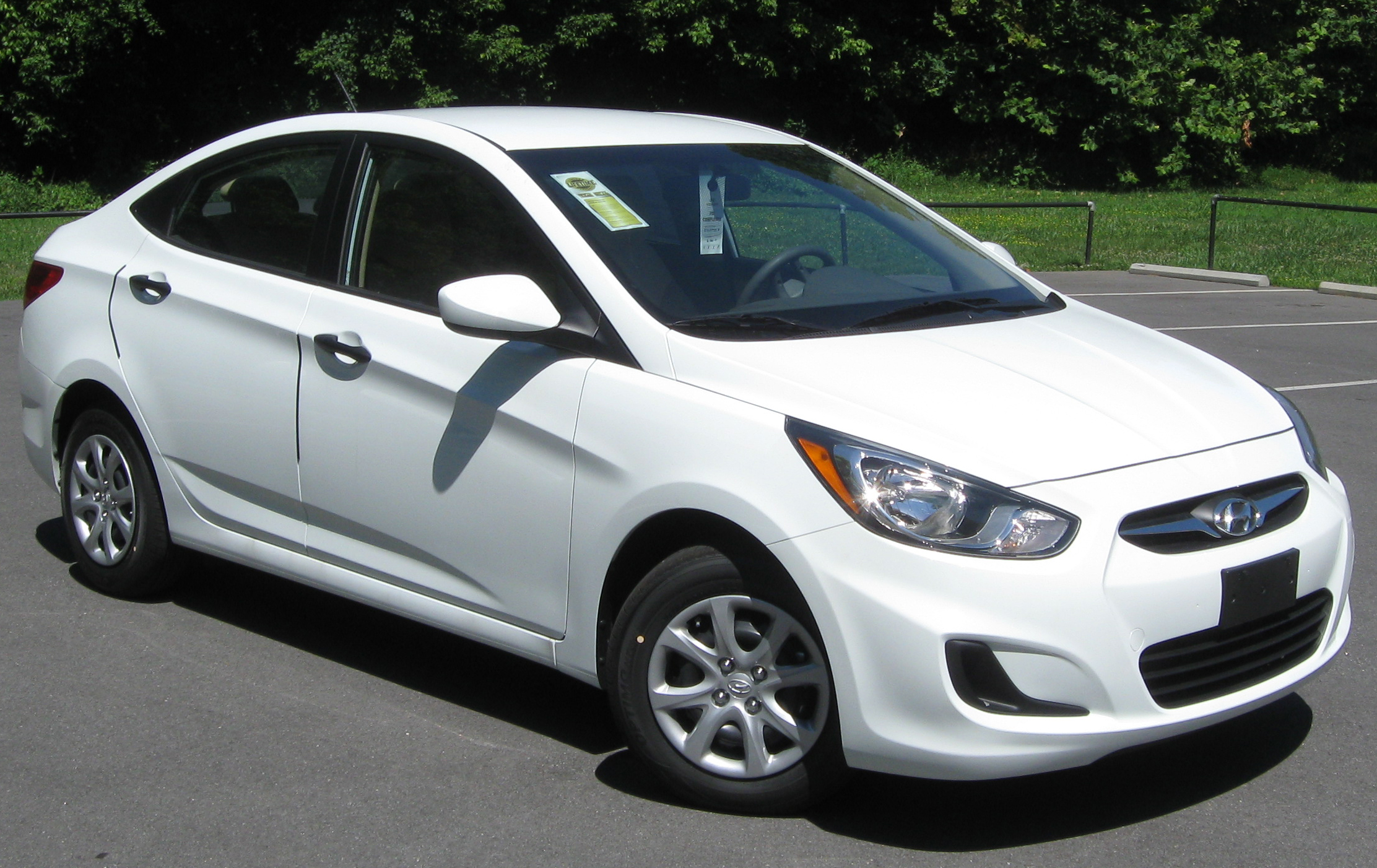
Hyundai Solaris седан seit 09/2010
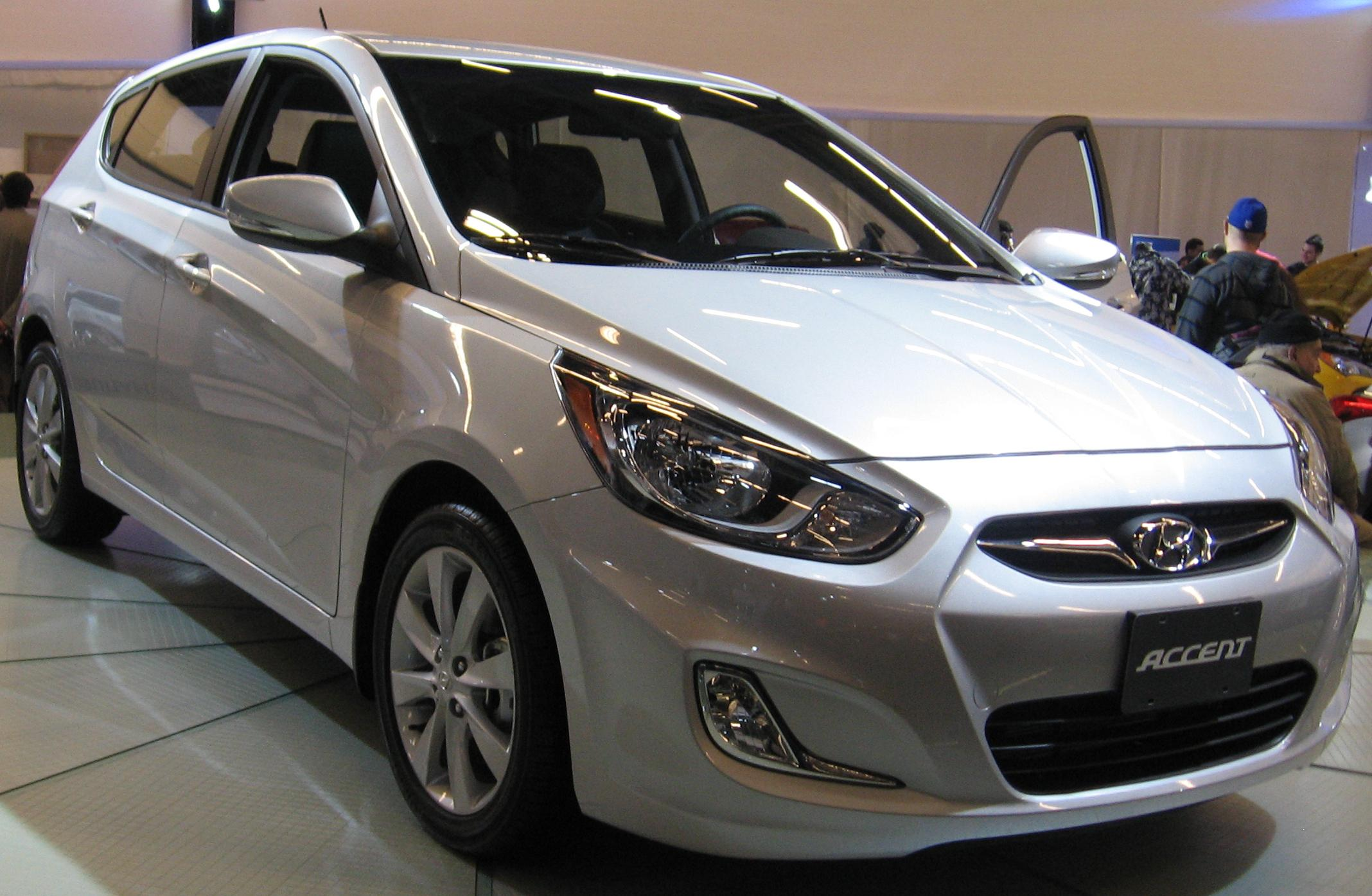
Hyundai Solaris хэтчбек seit 01/2011

Innerhalb der Fahrzeug-Identifikationsnummer nutzt das Werk den Welt-Herstellercode Z94 und an elfter Position den Buchstaben R als Werkscode.